# روژه بوشونه
روژه بوشونه (فرانسوی: Roger Buchonnet‎; ۳ مهٔ ۱۹۲۶ – ۳ مارس ۲۰۰۱) دوچرخه‌سوار اهل فرانسه بود.